# بات فلاهرتي
بات فلاهرتي هو نجار وسياسي أسترالي، ولد في 12 ديسمبر 1923 في Granville, New South Wales ‏ في أستراليا، وتوفي في 9 ديسمبر 2013 في تاونسفيل في أستراليا. نشط حزبياً في حزب العمال الأسترالي (فرع نيوساوث ويلز) ‏. وقد انتخب عضو الجمعية التشريعية لنيو ساوث ويلز ‏ عن دائرة Electoral district of Granville ‏ (3 مارس 1962 – 5 مارس 1984).